# 大和町立北小学校大間見分校
大和町立北小学校大間見分校 （やまとちょうりつ きたしょうがっこう　おおまみぶんこう）は、かつて岐阜県郡上郡大和町（現・郡上市）に存在した公立小学校の分校。

## 概要
- 大和町立北小学校の分校であり、大和町大間見（現・郡上市大和町大間見）が校区であった。1992年廃校。
- 2019年時点、跡地は大和大間見体育館となっている。プールは大和大間見水泳プールとして2010年まで使用され、解体された[1]。

## 沿革
- 1873年（明治6年） - 郡上郡大間見村に開校[注釈 2]する。
- 1886年（明治19年） - 大間見簡易科小学校に改称する。その後大間見尋常小学校に改称する。
- 1897年（明治30年）4月1日 - 小間見村、剣村、大間見村、万場村が合併し、弥富村が発足。
- 1908年（明治41年） - 弥富尋常小学校に統合され、弥富尋常小学校大間見分教場となる。
- 1941年（昭和16年）4月1日 - 弥富国民学校大間見分教場に改称する。
- 1947年（昭和22年）4月1日 - 弥富村立弥富小学校大間見分校に改称する。
- 1952年（昭和27年） - 校舎を新築する。
- 1955年（昭和30年）3月28日 - 弥富村、西川村、山田村が合併し、大和村が発足。同時に大和村立北小学校大間見分校に改称する。
- 1956年（昭和31年）10月15日 - 大和村と白鳥町とで境界変更。大間見地区の一部（七反田、向七反田、稗洞[2]）が白鳥町に編入され、一部の児童が大和村立北小学校大間見分校から白鳥町立白鳥小学校へ転出する。
- 1961年（昭和36年）4月1日 - 大和村と白鳥町とで境界変更。大間見地区の一部（一谷の一部）が白鳥町に編入され、一部の児童が大和村立北小学校大間見分校から白鳥町立白鳥小学校へ転出する。
- 1985年（昭和60年）11月1日 - 町制施行により大和町となる。同時に大和町立北小学校大間見分校に改称する。この時点での児童数は45名。
- 1992年（平成4年）3月 - 廃止。